# 퓨처 (기업)
퓨처(Future plc)는 영국의 미디어 기업이다. 영국에서 6번째로 규모가 큰 미디어 기업으로, 30개 이상의 잡지를 발행하고 있다.